# Księga Habakuka
Księga Habakuka (hebr. ‏חבקוק‎ Chawakuk) – księga Pisma Świętego, znajdująca się wśród ksiąg prorockich Starego Testamentu. W kanonie hebrajskim stanowiła część Księgi Dwunastu Proroków Mniejszych.
Prorok Habakuk podejmuje problematykę, która nigdy ludziom nie dawała spokoju. Jak Bóg może pozwolić, żeby powodziło się ludom niegodziwym? A zwłaszcza jak to jest możliwe, żeby zachłanni Babilończycy (czy Chaldejczycy) byli potężniejsi od innych, bardziej spokojnych narodów?

## Treść poszczególnych rozdziałów
1. Dlaczego powodzi się złym ludom?
2. Odpowiedź Boga Jahwe
3. Modlitwa błagalna proroka

## Czas spisania
Treść tej księgi wskazuje, że wywodzi się ona z czasu pomiędzy okresem dominacji Babilonu – zwycięstwami nad Asyrią w 612 p.n.e. i Egiptem w bitwie pod Karkemisz w 605 roku p.n.e. a pierwszym zajęciem Jerozolimy w 597 r. p.n.e. Zatem Habakuk żył równolegle z Jeremiaszem, lecz nic więcej na jego temat nie wiadomo.

## Znaczenie
Pytanie proroka jest istotne i ważne; podejmuje ono problem podobny do problemu Hioba, albo Psalmu 73. Odpowiedź nie jest teoretyczna, filozoficzna; jest nią po prostu zapewnienie, że stała wiara nigdy nie doprowadzi do rozczarowania, ponieważ Bóg panuje nad wszystkim i można mu ufać.